# Daniel Barlaser
Daniel Tan Barlaser (Gateshead, 18 gennaio 1997) è un calciatore inglese con cittadinanza turca, centrocampista del Middlesbrough.

## Biografia
È in possesso della cittadinanza turca grazie alle origini del padre.

## Carriera

### Club
Cresciuto nel settore giovanile del Newcastle United, il 9 febbraio 2015 firma il primo contratto professionistico con i Magpies; esordisce in prima squadra il 18 gennaio 2017, nella partita di FA Cup vinta per 3-1 contro il Birmingham City. Il 21 ottobre 2017 rinnova con i bianconeri fino al 2019, passando poi, nel successivo mese di gennaio, al Crewe Alexandra, con cui resta per tre mesi. Il 31 agosto 2018 viene ceduto all'Accrington Stanley; il 3 gennaio 2019 il prestito viene prolungato fino al termine della stagione. Il 3 luglio seguente, dopo aver prolungato il contratto con il Newcastle, passa a titolo temporaneo al Rotherham United; il 2 ottobre 2020 viene acquistato a titolo definitivo dai Millers, con cui firma un triennale.

### Nazionale
Ha giocato nelle nazionali giovanili turche Under-16 ed Under-17 e nella nazionale inglese Under-18.

## Statistiche

### Presenze e reti nei club
Statistiche aggiornate al 10 novembre 2022.
| Stagione                | Squadra                 | Campionato              | Campionato | Campionato | Coppe nazionali | Coppe nazionali | Coppe nazionali | Coppe continentali | Coppe continentali | Coppe continentali | Altre coppe | Altre coppe | Altre coppe | Totale | Totale |
| Stagione                | Squadra                 | Comp                    | Pres       | Reti       | Comp            | Pres            | Reti            | Comp               | Pres               | Reti               | Comp        | Pres        | Reti        | Pres   | Reti   |
| ----------------------- | ----------------------- | ----------------------- | ---------- | ---------- | --------------- | --------------- | --------------- | ------------------ | ------------------ | ------------------ | ----------- | ----------- | ----------- | ------ | ------ |
| gen. 2017               | Newcastle Utd           | FLC                     | 0          | 0          | FACup+CdL       | 2+0             | 0               | -                  | -                  | -                  | -           | -           | -           | 2      | 0      |
| 2017-gen. 2018          | Newcastle Utd           | PL                      | 0          | 0          | FACup+CdL       | 0+1             | 0               | -                  | -                  | -                  | -           | -           | -           | 1      | 0      |
| gen.-apr. 2018          | Crewe Alexandra         | FL2                     | 4          | 0          | FACup+CdL       | -               | -               | -                  | -                  | -                  | EFLT        | -           | -           | 4      | 0      |
| 2018-2019               | Accrington Stanley      | FL1                     | 39         | 1          | FACup+CdL       | 4+0             | 1+0             | -                  | -                  | -                  | EFLT        | 2           | 1           | 45     | 3      |
| 2019-2020               | Rotherham Utd           | FL1                     | 27         | 2          | FACup+CdL       | 3+2             | 0               | -                  | -                  | -                  | EFLT        | 3           | 0           | 45     | 3      |
| set.-ott. 2020          | Newcastle Utd           | PL                      | -          | -          | FACup+CdL       | 0+2             | 0               | -                  | -                  | -                  | -           | -           | -           | 2      | 0      |
| Totale Newcastle Utd    | Totale Newcastle Utd    | Totale Newcastle Utd    | 0          | 0          |                 | 5               | 0               |                    | -                  | -                  |             | -           | -           | 5      | 0      |
| ott. 2020-2021          | Rotherham Utd           | FLC                     | 33         | 3          | FACup+CdL       | 1+0             | 0               | -                  | -                  | -                  | -           | -           | -           | 34     | 3      |
| 2021-2022               | Rotherham Utd           | FL1                     | 44         | 10         | FACup+CdL       | 3+1             | 0               | -                  | -                  | -                  | EFLT        | 4           | 0           | 52     | 10     |
| 2022-2023               | Rotherham Utd           | FLC                     | 20         | 2          | FACup+CdL       | 0+2             | 0               | -                  | -                  | -                  | -           | -           | -           | 22     | 2      |
| Totale Rotherham United | Totale Rotherham United | Totale Rotherham United | 124        | 17         |                 | 12              | 0               |                    | -                  | -                  |             | 7           | 0           | 143    | 17     |
| Totale carriera         | Totale carriera         | Totale carriera         | 167        | 18         |                 | 21              | 1               |                    | -                  | -                  |             | 9           | 1           | 197    | 20     |

## Palmarès

### Club

#### Competizioni nazionali
- English Football League Trophy: 1

Rotherham United: 2021-2022